# Кабінет воскових фігур
«Кабіне́т во́скових фігу́р» (нім. Das Wachsfigurenkabinett) — німецький німий фільм 1924 року режисера Пауля Лені, що став «лебединою піснею» експресіонізму.

## Сюжет
Власник музею воскових фігур наймає поета (Вільгельм Дітерле), щоб той написав оповідання про персонажів його експозиції — Гаруна аль-Рашида, Івана Грозного і Джека-різника. Він заводить поета до темного балагана і неквапливо освітлює йому воскових тиранів. Приголомшений їхнім виглядом, поет сідає за стіл і починає писати, а дочка хазяїна, перейнявшись симпатією до юнака, стежить за оповіданнями через його плече. Його твори виникають на екрані у вигляді трьох послідовних епізодів.
Перший епізод присвячений Гаруну аль-Рашиду (Еміль Яннінгс). Це східний бурлеск, що висміює звички тиранів, які волочаться за кожною гарненькою жінкою, у гніві відправляють на плаху безневинних і великодушно прощають запеклих злочинців.
Другий епізод викликає до життя воскову фігуру Івана Грозного (Конрад Фейдт). Він — уособлення ненаситної похоті і нечуваної жорстокості. Іван не лише перериває чужий шлюбний бенкет, відводячи на ніч наречену до своєї спальні, але і з садистською витонченістю винаходить фізичні і душевні тортури. Перед кожною своєю отруєною жертвою він ставить пісочний годинник, аби його жертви мучилися в очікуванні своєї кончини, яка настане з падінням останньої піщинки. Через хитрощі мстивого змовника Іван починає думати, що його отруїли. Він власноручно ставить перед собою пісочний годинник з написом «Іван». Тиран із жахом весь час перевертає їх, намагаючись відстро́чити свою кончину.
У третьому епізод втомлений поет засинає і бачить сон, як він гуляє з дочкою хазяїна кабінетом воскових фігур. З'являється Джек-різник (Вернер Краус) і з ножем у руках починає переслідувати закоханих довгими звивистими коридорами. Фільм закінчується ліричним повідомленням про те, що поет і дівчина покохали одне одного.

## В ролях
- Вільгельм Дітерле — Поет, пекар Ассад, Російський князь
- Еміль Яннінгс — Гарун аль Рашид
- Конрад Фейдт — Іван Грозний
- Вернер Краус — Джек-різник
- Ольга Орг
- Йон Готтоут
- Георг Джон
- Ернст Легаль

## Факти
- Четвертий сюжет, присвячений Рінальдо Рінальдіні, розбійникові з популярного німецького роману, було заплановано за участю Вільгельма Дітерле в подвійній ролі — поета і Рінальдіні. Але через фінансові труднощі, що виникли під час зйомок, від четвертої новели довелося відмовитися[1].
- Після тріумфу «Кабінету воскових фігур» режисера Пауля Лені було запрошено до Голлівуду, де він розробив новий тип «фільмів жахів», поставивши стрічки «Кіт та канарка» (1927) та «Останнє попередження» (1929)[1].